# Tîhe, Odesa
Tîhe (în ucraineană Тихе) este un sat în comuna Usatove din raionul Odesa, regiunea Odesa, Ucraina. Anterior a purtat denumirea Ceapaieve.

## Demografie
Componența lingvistică a localității Tîhe
     Ucraineană (92,31%)
     Rusă (5,13%)
Conform recensământului din 2001, majoritatea populației localității Tîhe era vorbitoare de ucraineană (92,31%), existând în minoritate și vorbitori de rusă (5,13%).